# Karl Goldmark
Karl Goldmark (tudi Carl Goldmark), avstro-ogrski skladatelj, violinist in glasbeni pedagog, * 18. maj 1830, Keszthely (Blatenski Kostel), † 2. januar 1915, Dunaj.
Njegovo najbolj znano delo je opera Sabska kraljica (tudi Kraljica iz Sabe).